# 恋になれ...
「恋になれ...」（こいになれ）は、小松未歩の26枚目のシングル。2005年12月7日にGIZA studioより発売された。規格品番はGZCA-4057。

## 概要
- 本シングルには『じんわり...やさしくひろがる、想い歌。』とのキャッチコピーが取られていた。
- PVはフォトアルバムのようになっており、兵庫県神戸市中央区北野町にある北野異人館が撮影地となっている。PV内で映されているのは萌黄の館、パラスティン邸等。
- 現在のところ、小松未歩名義で発売された最後のシングルとなっている。
- タイトル曲のリミックスも収録されている。

## 収録曲
全作詞・作曲：小松未歩
1. 恋になれ...　編曲：大賀好修
  - TBS系列バラエティ番組『所萬遊記』エンディングテーマ（2005年12月〜2006年1月）
  - 出版者：日音、ギザミュージック
2. 恋人たちのchristmas　編曲：大賀好修
  - 出版者：ギザミュージック
3. 恋になれ... 〜Forest that ripples out〜　remixed by 麻井寛史
  - 出版者：日音、ギザミュージック
4. I just wanna hold you tight 〜a strange town Mix〜　remixed by Mr.Lee
  - 24thシングルのリミックス
  - 出版者：テレビ東京ミュージック
5. 恋になれ... <instrumental>

## 楽曲の収録アルバム
- 『小松未歩 8 〜a piece of cake〜』(#1)
- 『小松未歩 ベスト 〜once more〜』(#1)